# 安阳镇 (都安县)
安阳镇，是中华人民共和国广西壮族自治区河池市都安瑶族自治县下辖的一个乡镇级行政单位。

## 行政区划
安阳镇下辖以下地区：
镇南社区、镇北社区、迎晖社区、巴谭社区、益梨社区、苏利社区和阳安社区。